# قبضة نجم الشمال (فلم)
قبضة نجم الشمال (بالإنجليزية: Fist of the North Star) وتنطق بـ«فيست أوف ذا نورث ستار» ، هو فيلم أمريكي أنتج سنة 1995 م، وهو مقتبس من الرسوم المتحركة مسلسل قبضة نجم الشمال أو هوكتو نو كين، والذي شارك فيه كل من الممثلين غاري جاينلز في دور كينشيرو وكوستاس مايديلور في دور اللورد شين وكريس بين في دور جاكل وإيساكو واشيو في دور جوليا.

## قصة
تدور القصة حول تعرض المدينة لضربة نووية حين سيطر عليها قطاع الطرق، وكينشيرو «غاري جايلنز» يجيد الفنون القتالية حارب لأجل حبيبته جوليا التي خطفت من قبل جماعة اللورد شين، وقرر كينشيرو الوصول إلى القلعة لإستعادة حبيبته .

## وصلات خارجية
- قبضة نجم الشمال على موقع IMDb (الإنجليزية)
- قبضة نجم الشمال على موقع روتن توميتوز (الإنجليزية)
- قبضة نجم الشمال على موقع نتفليكس (الإنجليزية)
- قبضة نجم الشمال على موقع ألو سيني (الفرنسية)
- قبضة نجم الشمال على موقع Turner Classic Movies (الإنجليزية)
- قبضة نجم الشمال على موقع أول موفي (الإنجليزية)
- قبضة نجم الشمال على موقع فيلمافينيتي (الإسبانية)
- قبضة نجم الشمال على موقع قاعدة بيانات الأفلام السويدية (السويدية)
- قبضة نجم الشمال على موقع قاعدة بيانات الفيلم (الإنجليزية)
- قبضة نجم الشمال على موقع ليتربوكسد (الإنجليزية)
- Fist of the North Star (فيلم) في شبكة أخبار الأنمي
- Fist of the North Star at Toei Video (باليابانية)